# Angela Eiter
Angela (Angy) Eiter (* 27. Jänner 1986 in Imst) ist eine österreichische Sportkletterin und ehemalige Wettkampfkletterin. Sie zählte während ihrer Karriere zu den weltbesten Kletterinnen in den Disziplinen Lead und Bouldern und ist vierfache Weltmeisterin. Als erste Frau überhaupt gelang es ihr, eine Route mit dem Schwierigkeitsgrad 9b (5.15b) zu begehen.

## Sportklettern
Ihren ersten Wettkampf bestritt Angela Eiter mit 11 Jahren bei den Westtiroler Meisterschaften in Landeck. 2001 wurde sie zur Jugendvizeweltmeisterin gekürt. 2002 wurde sie Tiroler Meisterin, Staatsmeisterin, Vizejugendweltmeisterin und Jugendeuropacupgesamtsiegerin.
In der Saison 2004 dominierte sie den Lead-Weltcup und gewann schließlich in der Gesamtwertung. Auch 2005 und 2006 sicherte sich die Pitztalerin den Gesamtweltcup. Von den neun Wettbewerben der Saison 2005 gewann sie acht, einmal wurde sie Zweite. Ferner siegte sie überlegen bei den Weltmeisterschaften in München, sicherte sich den Sieg bei den World Games 2005 und dem legendären internationalen Rockmaster in Arco (Italien).
Im Jahr 2007 zeigte Angela Eiter bei den Weltmeisterschaften in Avilés (Spanien) erneut ihre Leistungsfähigkeit und wurde Erste, ebenso wie vier Jahre später in Arco.
Im September 2012 holte sie sich in Paris ihren vierten Weltmeistertitel, bevor sie ein Jahr darauf ihre Wettkampfkarriere beendete. Insgesamt errang sie 25 Weltcupsiege, was sie zu einer der erfolgreichsten Sportkletterinnen macht.

## Felsklettern
Schon während ihrer Wettkampfkarriere gelangen Angela Eiter auch am Fels Routen in den höchsten Schwierigkeitsgraden. Besonders seit ihrem Karriereende widmet sie sich überaus erfolgreich dem Felsklettern. Als ihr größtes Handicap beim Felsklettern bezeichnet Angela Eiter ihre Größe von 1,54 Metern. Bestimmte Routen würden ihr deshalb verwehrt bleiben, insbesondere, wenn sie von Männern eingerichtet wurden.
Sie ist die erste Frau, der vier Routen mit dem Grad 9a (5.14d) gelangen. Im Oktober 2017 kletterte sie als erste Frau überhaupt eine Route mit dem Schwierigkeitsgrad 9b (5.15b), La Planta de Shiva (Spanien). Diesen Grad wiederholte sie im Dezember 2020 mit der Route Madame Ching (Österreich).

## Privates
2011 gründete Angela Eiter mit ihrem Partner Bernhard Ruech und mit Emanuel Soraperra die Kletterschule K3-Climbing.
Ihre Biographie Alles Klettern ist Problemlösen – Wie ich meinen Weg nach oben fand veröffentlichte sie 2019.

## Erfolge (Auswahl)

### Wettkampfklettern
- Dreimalige Weltcup-Gesamtsiegerin (2004, 2005, 2006)
- Gewinnerin der World Games 2005
- Viermalige Weltmeisterin in der Disziplin Lead (2005, 2007, 2011, 2012)
- Sechsmalige Gewinnerin des Rock Master (2003, 2004, 2005, 2007, 2009, 2011)
- Europameisterin in der Disziplin Lead 2010

### Sportklettern
Auswahl der Erfolge am Fels:
9b (5.15b)
- La Planta de Shiva – Villanueva del Rosario, Spanien – Oktober 2017 – erste 9b überhaupt einer Frau[8]
- Madame Ching – Tiroler Oberland, Österreich – Dezember 2020 – Erstbegehung, noch unbestätigt[4]

9a+ (5.15a)
- Queen Anne‘s Revenge – Kanonenwand, Österreich – November 2019 – Erstbegehung

9a (5.14d)
- Schatzinsel – Kanonenwand, Österreich – November 2019
- Pure Dreaming – Massone, Italien – Juni 2019
- Hades – Nassereith/Götterwandl, Österreich – September 2014
- Big Hammer – Pinswang, Österreich – November 2014

9a/8c+ (5.14d/5.14c)
- Era Vella – Margalef, Spanien – April 2015 – genauer Grad umstritten[9][10]

8c+ (5.14c)
- Nostalgischer Bastard – Prutz, Österreich – November 2014
- Zauberfee – Arco/Eremo, Italien – September 2014
- Hercules – Götterwandl, Österreich – Oktober 2014 – Erstbegehung
- Ingravids Extension – Santa Linya, Spanien – November 2010
- Claudio Café – Terra Promessa, Italien – 2007

### Boulder
8b (V13)
- Fragile Steps – Rocklands, Südafrika – August 2014

8a+ (V12)
- Queen of Nothing – Silvretta, Österreich – Juli 2019 – Erstbegehung
- Tea with Elmarie – Rocklands, Südafrika – August 2014

8a (V11)
- High Society – Silvretta, Österreich – Juli 2019
- Hatchling – Rocklands, Südafrika – August 2014
- Out of balance – Rocklands, Südafrika – August 2014
- In the middle of the ass – Rocklands, Südafrika – August 2014 – flash

## Auszeichnungen (Auszug)
- 2008: Silbernes Ehrenzeichen für Verdienste um die Republik Österreich